# 샘 그래디
샘 그래디(Sam Graddy, 본명: 사무엘 루이스 그래디 3세, Samuel Louis Graddy III, 1964년 2월 10일 ~ )는 미국의 전 육상 경기 선수이자 미식축구 선수로, 1984년 하계 올림픽 400m 계주에서 금메달을 땄다.